# ミエン (小惑星)
ミエン (7706 Mien) は、小惑星帯の小惑星である。ウプサラ-ヨーロッパ南天天文台小惑星・彗星調査によって発見された。
スウェーデン南部、スモーランド地方にある隕石クレーターのミエン湖に因んで名付けられた。